# تابوبيا ذهبية
تابوبيا ذهبية (الاسم العلمي:Tabebuia aurea) هي نوع من النباتات تتبع جنس التابوبيا من الفصيلة البنيونية. تم وصف هذا النوع من النبات علمياً لأول مرة من قبل جورج بنتام وويليام هوكر وجوزيف دالتون هوكر وسبنسر لي مارشنت مور وديفيد مور سنة 1895.

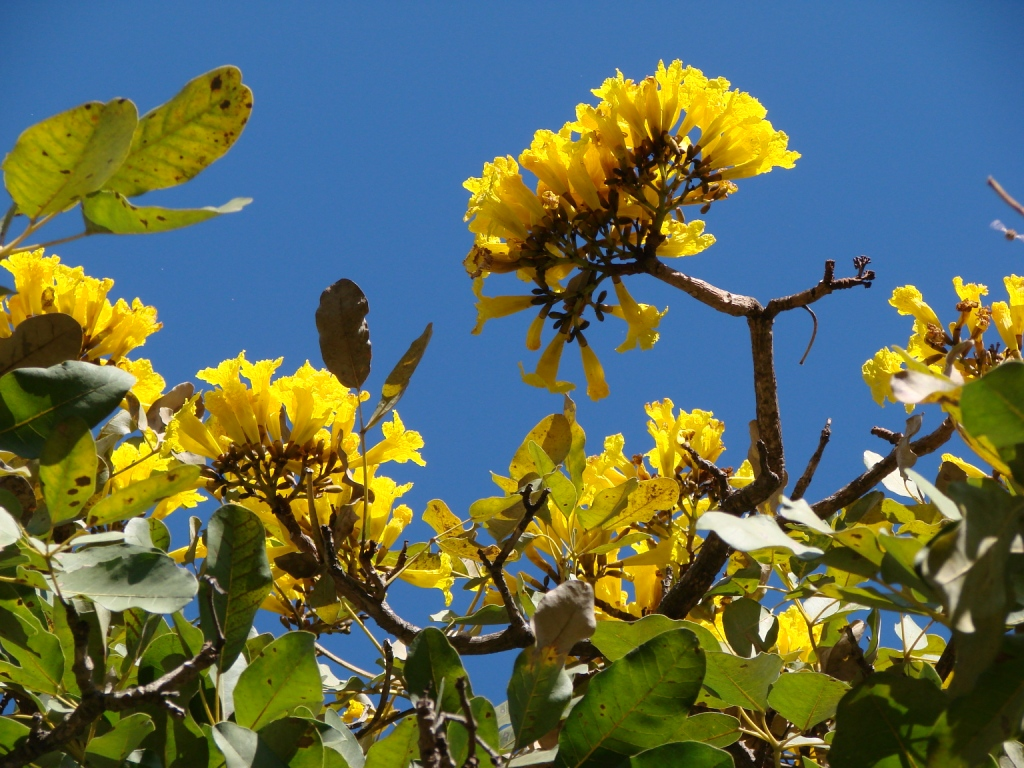
flowers & leaves
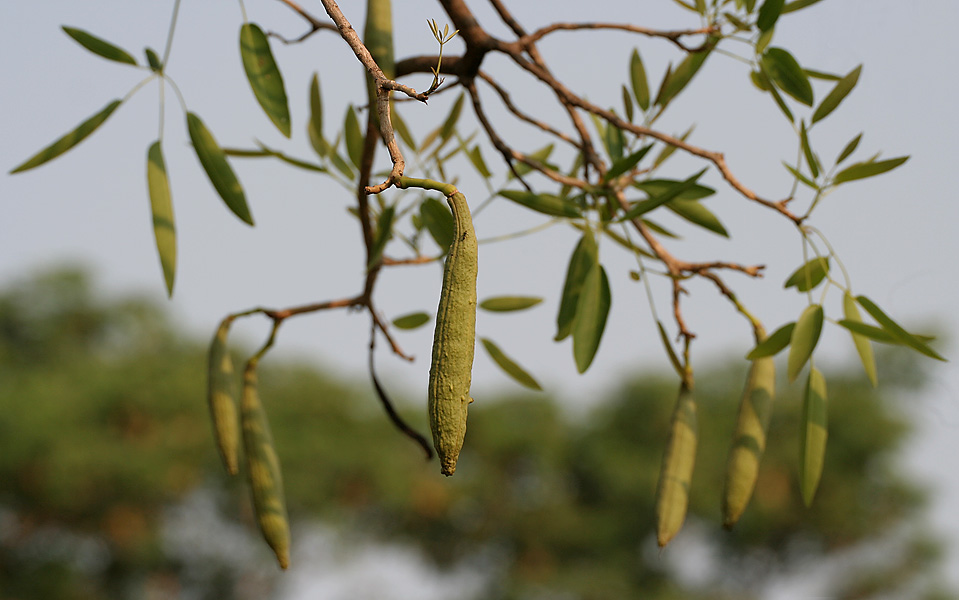
fruits
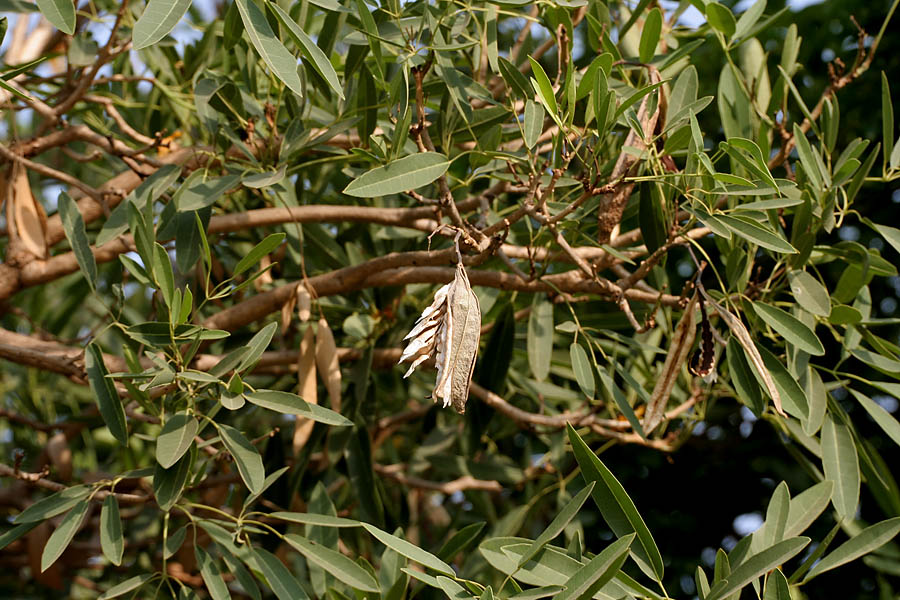
dried fruit
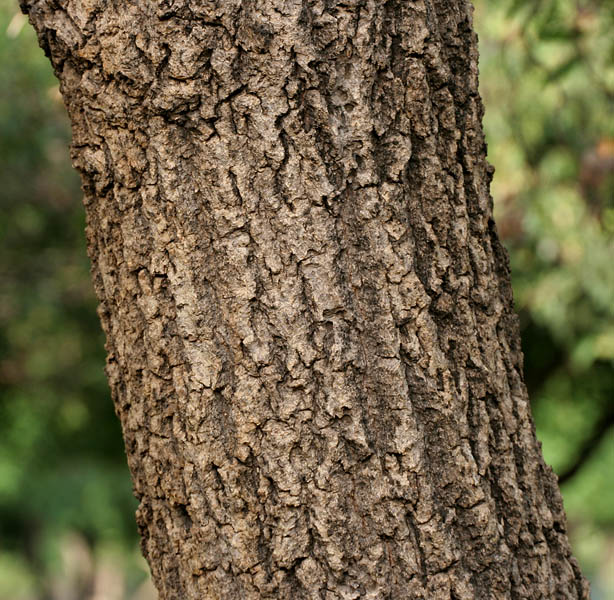
trunk